# Jure Meglič
Jure Meglič, född 1984, är en slovensk kanotist som sedan 2014 tävlar för Azerbajdzjan.
Han tog VM-brons i K-1 i slalom 2010 i Tacen.